# Strauch (Overath)
Strauch ist ein Ortsteil von Brombach in der Stadt Overath im Rheinisch-Bergischen Kreis in Nordrhein-Westfalen, Deutschland. Vor 1975 gehörte der Wohnplatz zur Gemeinde Hohkeppel. Im Zuge einer kommunalen Neugliederung wurde Strauch 1975 Teil der Stadt (damals Gemeinde) Overath.

## Lage und Beschreibung
Der Ortsteil Strauch liegt nordwestlich des Kerngebiets von Overath an der Grenze zum Oberbergischen Kreis und nahe der Grenze zu Bergisch Gladbach. Er ist über die Sülztaler Straße (Landesstraße 284) zu erreichen, die über längere Strecken entlang der Sülz verläuft. 
Ab den 1970er Jahren wuchsen Strauch, Brombacherberg, Ufer,  Hagen und Unterbrombach zu einem geschlossenen Ortsbereich zusammen, der heute den Kern des Stadtteils Brombach bildet. Weitere Orte in der Nähe sind Unterbilstein, Kalkofen, Obersteeg und Klefhaus.

## Geschichte
Aus der Charte des Herzogthums Berg des Carl Friedrich von Wiebeking aus dem Jahr 1789 geht hervor, dass der Ortsbereich zu dieser Zeit Teil der Honschaft Tüschen im Kirchspiel Hohkeppel des bergischen Amts Steinbach war.
Der Ort ist auf der Topographischen Aufnahme der Rheinlande von 1817 als Strauch verzeichnet. Die Preußische Uraufnahme von 1845 zeigt den Wohnplatz unter dem Namen Brombach. Auf der Preußischen Neuaufnahme von 1892 ist der Ort auf Messtischblättern regelmäßig unbeschriftet verzeichnet, von der Ausgabe 1933 bis zur Ausgabe 1971 der Topografischen Karte 1:25.000 erscheint der Ort unter dem Namen Strauch. 
1822 lebten vier Menschen im als Haus kategorisierten Ort, der nach dem Zusammenbruch der napoleonischen Administration und deren Ablösung zur Gemeinde Hohkeppel der  Bürgermeisterei Engelskirchen im Kreis Wipperfürth gehörte. Für das Jahr 1830 werden für den als Strauch bezeichneten Ort zusammen mit Löffelsende, Lenneferberg, Luttersiefen und Westen 46 Einwohner angegeben. Der 1845 laut der Uebersicht des Regierungs-Bezirks Cöln als Hof kategorisierte Ort besaß zu dieser Zeit zwei Wohngebäude mit acht Einwohnern, alle katholischen Bekenntnisses. Die Gemeinde- und Gutbezirksstatistik der Rheinprovinz führt Strauch 1871 mit zwei Wohnhäusern und 13 Einwohnern auf. Im Gemeindelexikon für die Provinz Rheinland von 1888 werden für Strauch zwei Wohnhäuser mit elf Einwohnern angegeben. 1895 besitzt der Ort zwei Wohnhäuser mit fünf Einwohnern, 1905 werden zwei Wohnhäuser und sechs Einwohner angegeben.
Aber den 1970er Jahren wuchsen Strauch, Hagen, Brombacherberg und Unterbrombach zu einem geschlossenen Ortsbereich zusammen, der den Kern des Stadtteils Brombach bildet. 
Aufgrund § 10 und § 14 des Köln-Gesetzes wurde 1975 die Gemeinde Hohkeppel aufgelöst und in Lindlar eingemeindet. Dabei wurden einige Ortsteile Hohkeppels in die Gemeinde Overath umgemeindet, darunter auch Strauch.